# Limnomys bryophilus
Limnomys bryophilus is een knaagdier uit het geslacht Limnomys dat voorkomt op Mount Kitanglad op Mindanao, tussen 2250 en 2800 m hoogte. Er zijn 25 exemplaren bekend. De soortaanduiding is afgeleid van de Griekse woorden βρύον "mos" en φίλος "houdend van" en betekent dus "houdend van mos". Dat slaat op het "mossy forest"-habitat van deze soort.
Deze soort heeft een lange, dikke, zachte vacht. De rugharen zijn tweekleurig: het onderste driekwart deel is donkergrijs en de rest geelbruin. De buik is lichtgrijs. De staart is lang, behaard en bruin. De schedel is iets groter dan bij L. sibuanus.
Deze soort is waarschijnlijk 's nachts actief, want de meeste exemplaren werden 's ochtends vroeg gevangen. Het dier is blijkbaar omnivoor, want ze werden zowel met kokosnoten- of pindapap als met regenwormen als aas gevangen. In hun maag hadden ze zaden, fruitpulp, andere stukken plant, en soms geleedpotigen en regenwormen.
Kleine zoogdieren die samen met L. bryophilus voorkomen zijn de Filipijnse haaregel (Podogymnura truei), de Filipijnse toepaja (Urogale everetti), de spitsmuis Crocidura beatus, en de knaagdieren Apomys hylocoetes, Apomys insignis, Batomys salomonseni, Crunomys suncoides, Limnomys sibuanus en Tarsomys apoensis. Op exemplaren van L. bryophilus werden vliegen (Sigmactecus warneri, familie Leptopsyllidae) en aarsschorpioenen (Megachernes philippinus, familie Chernetidae) gevonden.